# Božo Prka
Božo Prka (ur. 1 stycznia 1958 w Livnie) – chorwacki przedsiębiorca i polityk.
Ukończył studia na Uniwersytecie w Zagrzebiu. W latach 1994–1997 pełnił funkcję ministra finansów. W latach 1998–2018 był prezesem banku Privredna banka Zagreb.